# Hotkan
Hotkan (persiska: Ḩotkan, هتکن) är en ort i Iran.   Den ligger i provinsen Kerman, i den centrala delen av landet, 700 km sydost om huvudstaden Teheran. Hotkan ligger 2 324 meter över havet och antalet invånare är 281.
Terrängen runt Hotkan är huvudsakligen kuperad, men åt sydväst är den bergig. Runt Hotkan är det glesbefolkat, med 13 invånare per kvadratkilometer. Närmaste större samhälle är Khānūk, 14,1 km söder om Hotkan. Trakten runt Hotkan är ofruktbar med lite eller ingen växtlighet.